# William Stowe
William Arthur "Bill" Stowe (ur. 23 marca 1940 w Oak Park, zm. 8 lutego 2016 w Lake Placid) – amerykański wioślarz, złoty medalista igrzysk olimpijskich.

## Kariera
Wystąpił na igrzyskach olimpijskich w Tokio w 1964, gdzie osada USA w składzie: Joseph Amlong, Thomas Amlong, Boyce Budd, Emory Clark, Stanley Cwiklinski, Hugh Foley, Bill Knecht, William Stowe i Róbert Zimonyi (sternik) zdobyła złoty medal w ósemkach. W wyścigu finałowym o 5,06 sekundy wyprzedzili osadę Wspólnej Reprezentacji Niemiec i 6,88 sekundy osadę Czechosłowacji. Był to jego jedyny start olimpijski.
W tej samej konkurencji zdobył brązowy medal na mistrzostwach Europy w Duisburgu (1965). 
Ponadto zdobył złoty medal w czwórkach ze sternikiem na igrzyskach panamerykańskich Winnipeg (1967).
Kształcił się na Uniwersytecie Cornella. Służył w United States Navy w trakcie wojny wietnamskiej, ze służby odszedł w stopniu porucznika. Poza tym był działaczem sportowym, a także trenerem.